# Papilio rutulus
Papilio rutulus är en fjärilsart som beskrevs av Lucas 1852. Papilio rutulus ingår i släktet Papilio och familjen riddarfjärilar. Inga underarter finns listade i Catalogue of Life.

## Bildgalleri

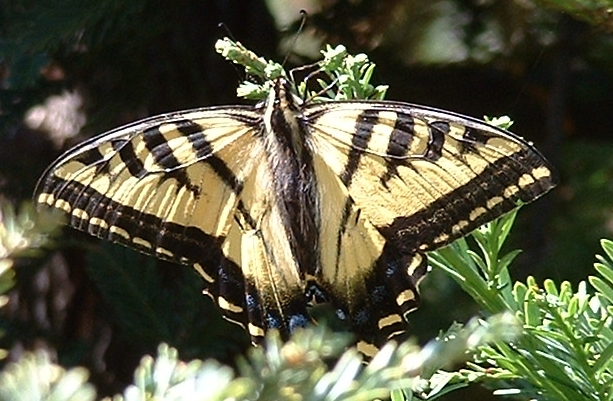
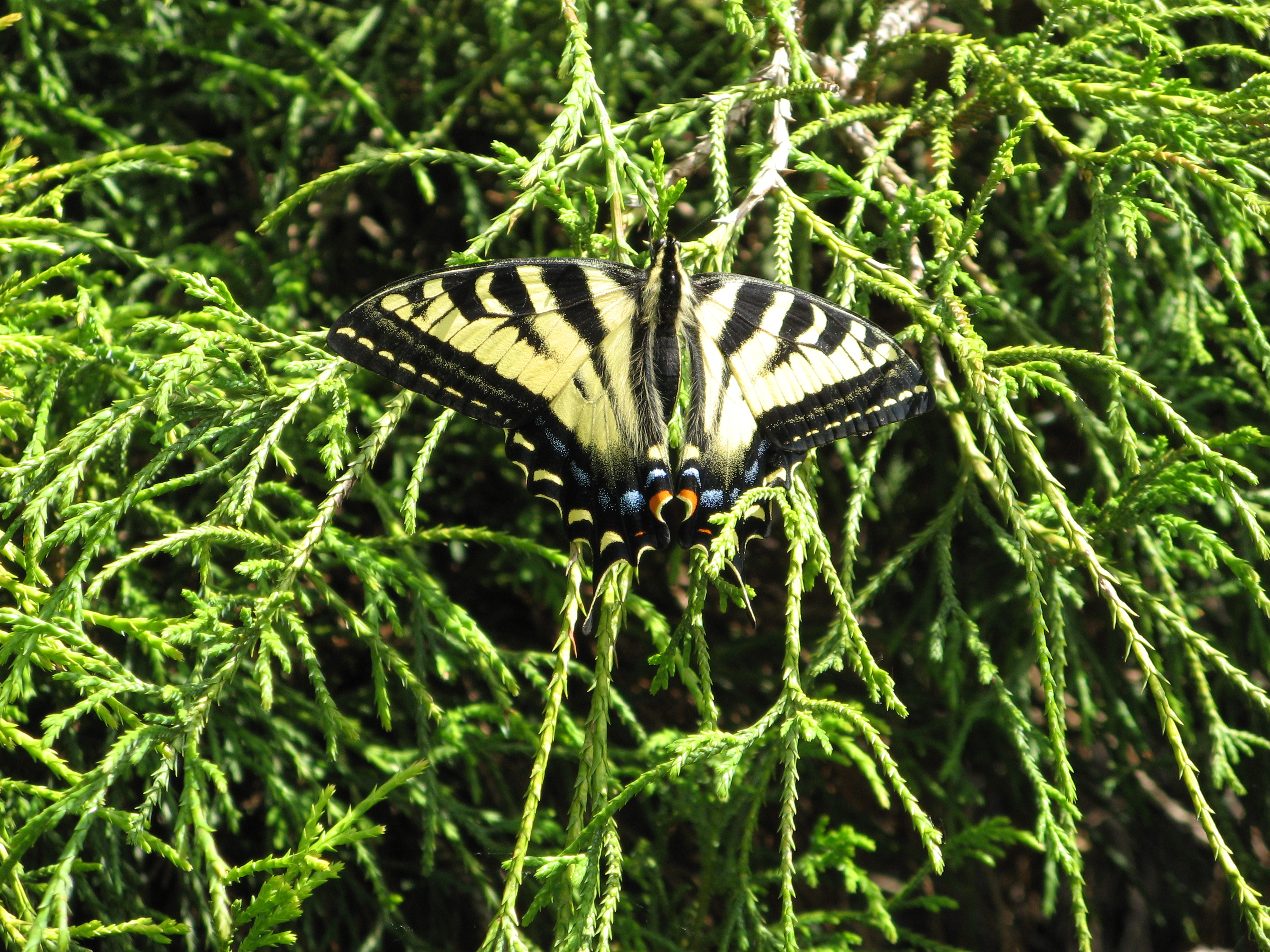
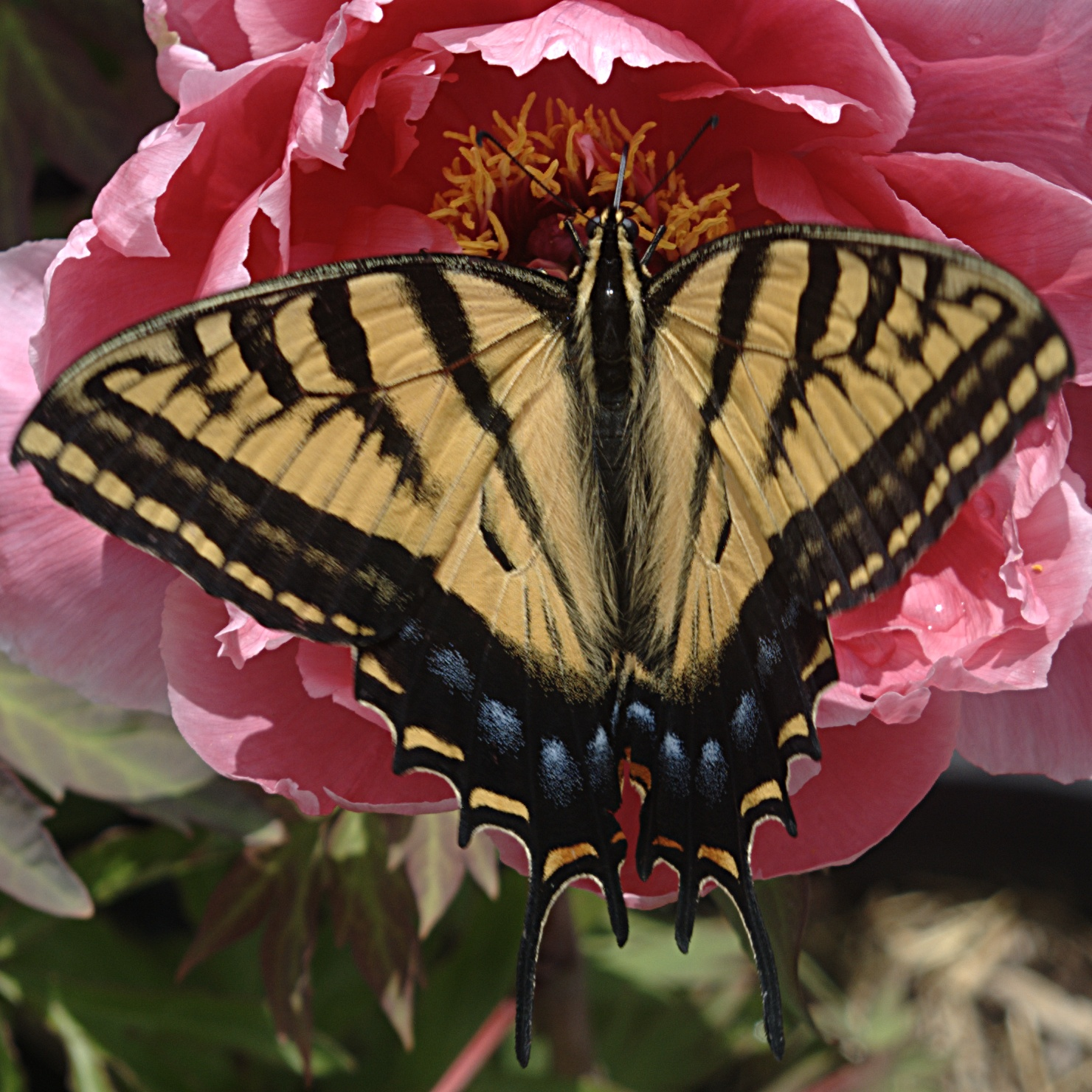
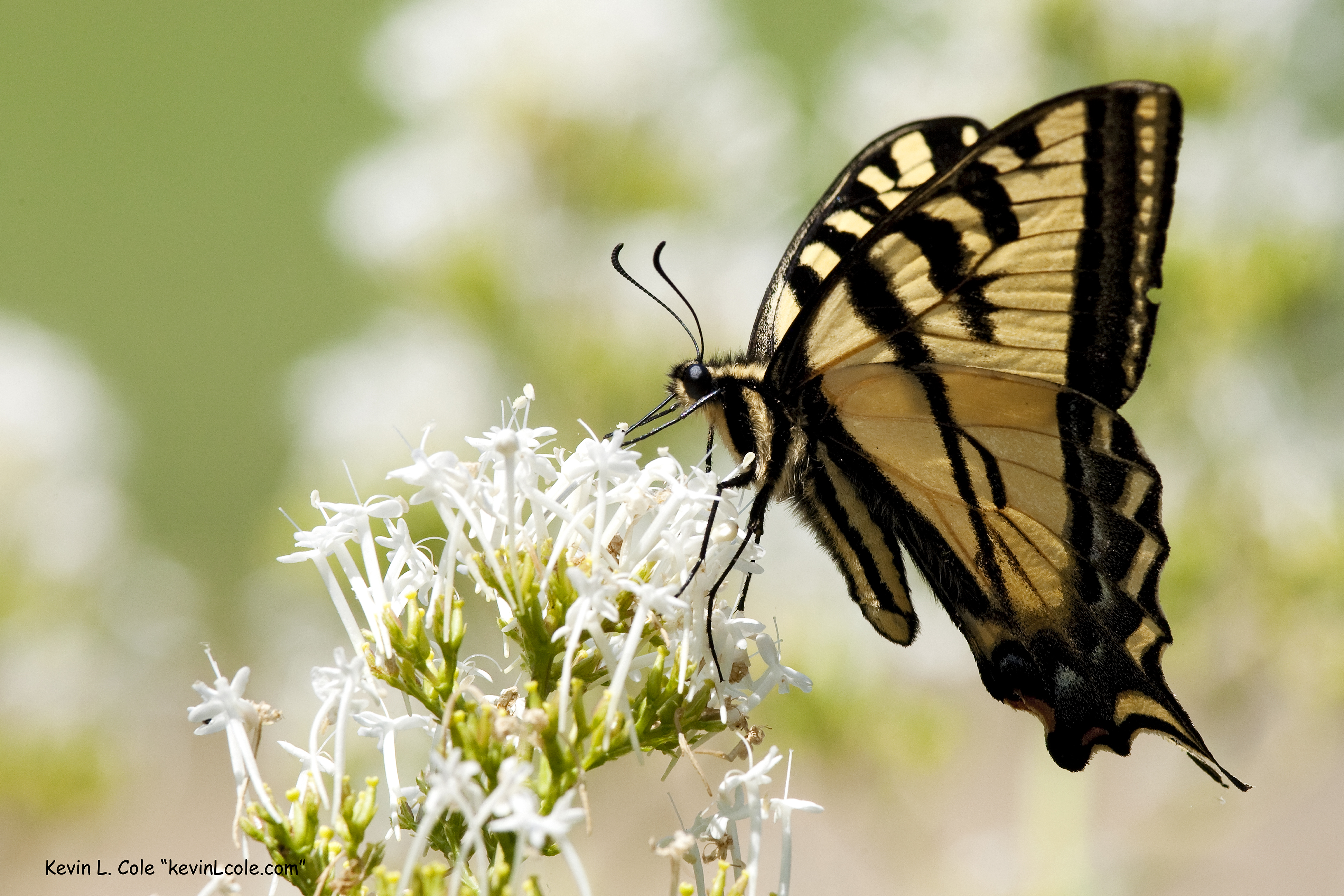